# Adamou Harouna
Abdoulaye Adamou Harouna – nigerski wojskowy, jeden z członków Rady Najwyższej na rzecz Przywrócenia Demokracji (CSRD), junty wojskowej, która 18 lutego 2010 przejęła władzę w Nigrze w wyniku zamachu stanu.
Adamou Harouna, pułkownik nigerskiej armii, przed zamachem pełnił funkcję dowódcy sił pomocniczych regionalnej organizacji ECOWAS w Nigrze. 
18 lutego 2010 był jednym z organizatorów zamachu stanu, w czasie którego zatrzymany i uprowadzony został prezydent Mamadou Tandja. Jego oddział brał udział w ataku na pałac prezydencki. Po obaleniu prezydenta wszedł w skład organu wykonawczego junty wojskowej - Rady Najwyższej na rzecz Przywrócenia Demokracji. Harouna brał również udział w poprzednim wojskowym zamachu stanu w 1999.